# Rudolf Felder

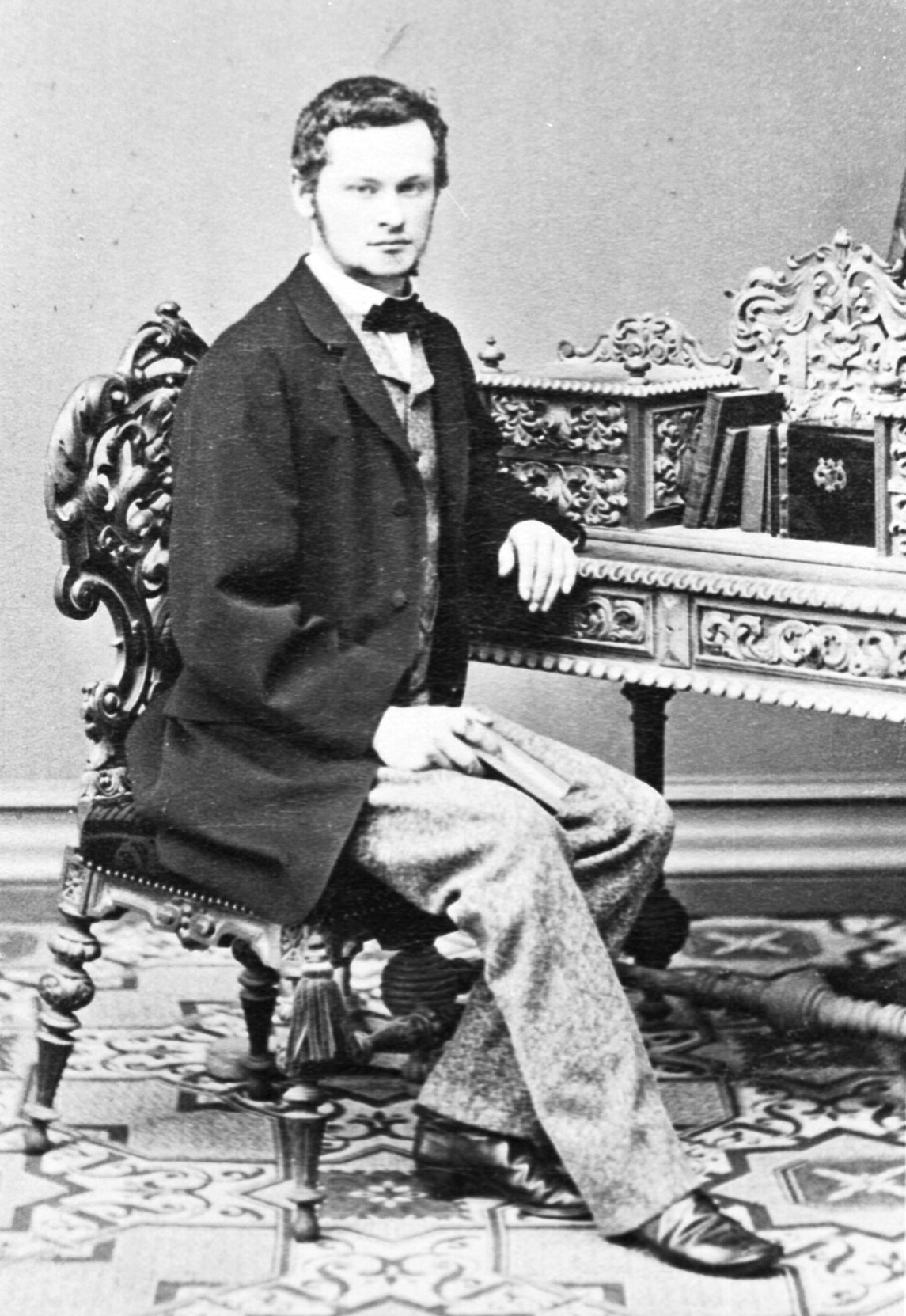

Rudolf Felder (ur. 2 maja 1842 w Wiedniu, zm. 29 marca 1871 tamże) – austriacki prawnik i entomolog. Zajmował się głównie motylami, i razem z ojcem, Cajetanem Felderem, zebrał ich dużą kolekcję.